# Електронна игра
Електронна игра е най-общо игра, която въвлича някаква форма на електроника. Най-масовите такива игри са компютърните и конзолните игри.
Традиционно с названието се наричат игрите вградени в мобилни конзоли, популярни през 80-те и началото на 90-те години на 20 век. Друг тип игри, които популярно се наричат елетронни са аркадните машини.
Заради принадлежността на България към СИВ през 80-те години най-разпространени мобилни конзоли са съветските електронни игри (едва няколко модела от които достигат разпространение в страната, напр. Ну, погоди! (електронна игра)), а през 90-те са популярни игрите на Casio.
Типично за игрите през 80-те една конзола поддържа само една игра. Постепенно технологиите се променят и позволяват зареждането на игри от различни носители, но и названието електронни игри започва да изпада от употреба.